# 메이지 미술회
메이지 미술회(明治美術會)는 메이지 시대 국수주의로 인해 양화가 변방으로 밀려나는 분위기에 반발하여 일어난 서양화를 그리는 작가들이 만든 단체이다.